# Fostbrödrasagan
Fostbrödrasagan (isl. Fostbræðra saga) är en av islänningasagorna. Handlingen äger rum strax efter år 1000 vid Isafjordens sydstrand. Det handlar fosterbröderna Torgeir Håvarsson och Tormod Kolbrunarskald, och deras äventyr i början av 1000-talet på Island och utomlands. Boken ligger till grund för Halldor Laxness roman Gerpla - en kämparsaga. 

## Handling
Torgeir är en mycket modig krigare. Han dödar människor för småsaker och för nöjes skull. Tormod är en mer komplicerad karaktär - vekare och av mer erotiskt kynne. Han är kvinnokarl och poet, men ändå i närvaro av sin fosterbror en krigare och bråkmakare. Sagan innehåller poesi som tillskrivs Tormod, bland annat delar av ett kväde om fosterbrodern Torgeir.
Tormod älskar sin fosterbror över allt, och när denne dödas, hämnas han honom på strapatsrika resor på Island, Grönland och i Norge. I Norge möter Tormod Olav den helige, som blir hans nya idol.

## Tillkomst, manuskript och översättning
Fostbrödrasagan är skriven i början av 1200-talet och är därmed en av de äldsta islänningasagorna. Dess första del finns bevarad i Möðruvallabók (AM 132 fol) och dess andra del i Hauksbok (AM 544). I Flateyjarbók finns sagan bevarad i sin helhet, inom ramen för Olav den heliges saga, dock i en något annan version. Sagan översattes och trycktes först i Uppsala 1693, utgiven av rudbeckianen Petter Salan, senare även i Köpenhamn år 1822.
Sagan är översatt till svenska av Åke Ohlmarks (1963).